# Станция Мянсельга
Ста́нция Мя́нсельга (карел. stansii Mänselgy) — посёлок в составе Кедрозерского сельского поселения Кондопожского района Республики Карелия Российской Федерации. 

## Общие сведения
Посёлок расположен на 472 км перегона Кондопога—Медвежья Гора.

## Население
| 2009 | 2010 | 2013 |
| ---- | ---- | ---- |
| 9    | ↘0   | →0   |